# Djuptjärnen (Ovanåkers socken, Hälsingland)
Djuptjärnen är en sjö i Ovanåkers kommun i Hälsingland och ingår i Ljusnans huvudavrinningsområde.